# جو غرانت
جو غرانت (بالإنجليزية: Joe Grant)‏ (و. 1908 – 2005 م) هو كاريكاتيري، وكاتب سيناريو، ورسام رسوم متحركة، ورائد أعمال، ومصمم شخصيات ‏، وconcept artist ‏ أمريكي، ولد في نيويورك، توفي في غلينديل، كاليفورنيا، عن عمر يناهز 97 عاماً، بسبب نوبة قلبية.

## التعليم
تعلم في Chouinard Art Institute ‏.

## جوائز
حصل على جوائز منها:
- دزني ليجندز (اساطير دزني) (1992)[10][11]
- جائزة وينسر مكاي (1985).[11]

## وصلات خارجية
- جو غرانت على موقع IMDb (الإنجليزية)
- جو غرانت على موقع ألو سيني (الفرنسية)
- جو غرانت على موقع أول موفي (الإنجليزية)
- جو غرانت على موقع قاعدة بيانات الأفلام السويدية (السويدية)
- جو غرانت على موقع قاعدة بيانات الفيلم (الإنجليزية)
- جو غرانت على موقع كينوبويسك (الروسية)